# Libertia tricocca
Libertia tricocca là một loài thực vật có hoa trong họ Diên vĩ. Loài này được Phil. miêu tả khoa học đầu tiên năm 1858.